# Star Wars: Battlefront
Star Wars: Battlefront è una serie di videogiochi sparatutto in prima e in terza persona basati sui film di Guerre stellari. Originariamente pubblicata dalla LucasArts a partire dal 2004, è stata rilevata dalla EA DICE a seguito dell'acquisizione della LucasArts da parte di The Walt Disney Company. I giocatori assumono il ruolo di soldati in uno dei due eserciti contrapposti in periodi temporali differenti dell'universo di Guerre stellari.
La serie iniziò nel 2004 con Star Wars: Battlefront, sviluppato dalla Pandemic Studios per la LucasArts. Il gioco ebbe un ottimo successo di critica e pubblico, e l'anno successivo la Pandemic sviluppò il sequel Star Wars: Battlefront II, ugualmente ben accolto. I due giochi sono stati seguiti da Star Wars Battlefront: Renegade Squadron (2007) per PlayStation Portable, Star Wars Battlefront: Elite Squadron (2009) per PlayStation Portable e Nintendo DS  e Star Wars Battlefront: Mobile Squadrons per telefoni cellulari. La LucasArts ha fatto diversi tentativi di creare un terzo gioco per la serie principale prima dell'acquisto della Disney. Successivamente, EA DICE ha acquisito una licenza per sviluppare un nuovo gioco, Star Wars: Battlefront, pubblicato il 17 novembre 2015. La stessa società ha pubblicato il 17 novembre 2017 il seguito, intitolato Star Wars: Battlefront II.